# Conseil central des ex-musulmans

Logo du Conseil des ex-musulmans de France.

Logo du Mouvement des ex-musulmans de Belgique.

Le Conseil central des ex-musulmans (Zentralrat der Ex-muslime) est une association allemande de personnes qui ont été musulmanes ou qui sont nées dans un pays islamique. Elle a été fondée le 21 janvier 2007  et compte plus de 100 membres en Allemagne. 
Depuis sa fondation, le Conseil central des ex-musulmans a ouvert des bureaux en Belgique, en France, au Royaume-Uni, aux Pays-Bas, en Norvège, en Jordanie, en Suisse, en Autriche, au Sri Lanka, au Maroc, en Turquie, en Nouvelle-Zélande, à Singapour et aux États-Unis, aux Maldives et en Irlande. 

## Fondation
Le Conseil a été fondé par 30 ex-musulmans comme Mina Ahadi, l'éditeur turc Arzu Toker et Nur Gabbari, fils d'un dignitaire religieux musulman irakien.

### Sources et bibliographie
- (en) AC Grayling, « The courage of their convictions (Le courage de leurs convictions) », sur theguardian.com, The Guardian, 19 juin 2007 (consulté le 16 mars 2015)
- (en) Dominic Casciani, « Ignore Islam, 'ex-Muslims' urge (Ignorez l'Islam, exhortent les "ex-musulmans") », BBC News,‎ 21 juin 2007 (lire en ligne, consulté le 16 mars 2015)
- (en) AC Grayling, « NSS supports the launch of the Ex-Muslim Council of Britain (NSS prend en charge le lancement de l'Ex-Muslim Council of Britain) », sur secularism.org.uk, National Secular Society, 22 juin 2007 (consulté le 16 mars 2015)